# 실리카 젤

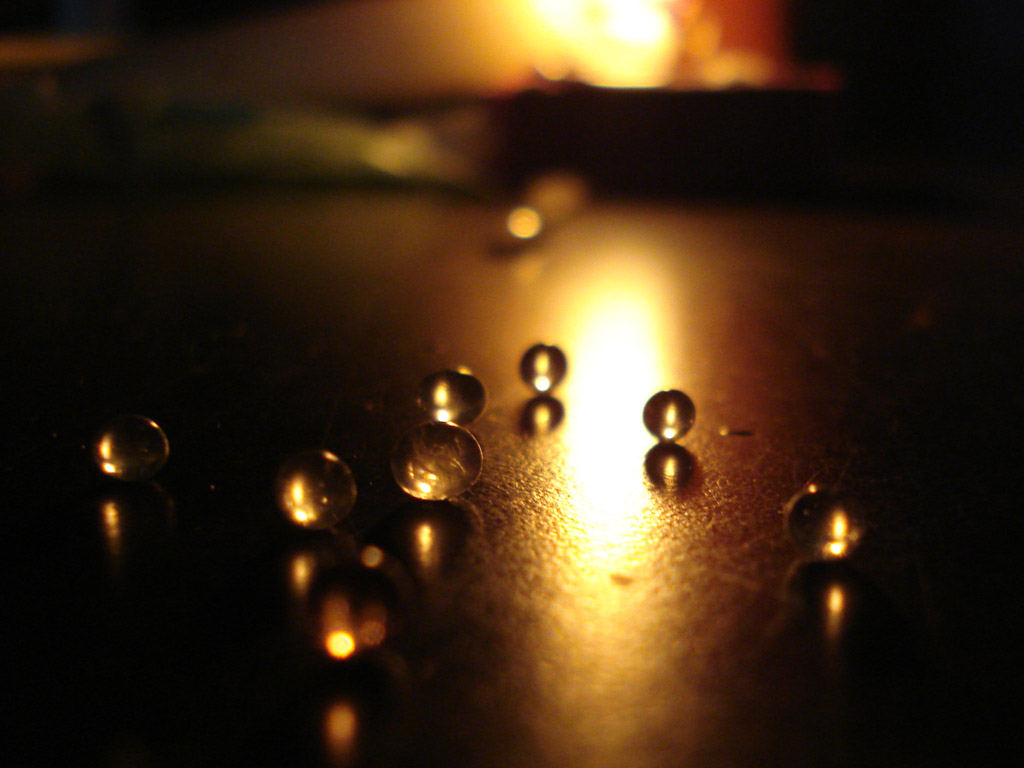
실리카 겔

실리카 젤(Silica gel)은 규산나트륨의 수용액을 산으로 처리하여 만들어지는, 규소와 산소가 주 성분인 투명한 낱알 모양의 다공성 물질이다.
다공질 구조로 인해 겉넓이가 약 800m²/g로 매우 넓어 수분을 흡수하는 효과가 뛰어나고 인체에 독성이 없어 주로 식품의 포장용 제습제로 사용되며, 유기 용매를 이용한 크로마토그래피의 흡착제나 촉매의 운반체로 사용되기도 한다.
또한 최근에는 꽃에 실리카겔을 이용하여 드라이플라워를 만드는 용도로 사용되기도 한다.
흡습제로 사용할 경우에는 실리카 젤의 습도를 나타내기 위해서 일부 알갱이를 염화 코발트 또는 메틸 바이올렛 등으로 염색한다. 염색된 실리카 젤이 수분을 흡수하면 염화 코발트의 경우 파란색에서 분홍색으로, 메틸 바이올렛의 경우 주황색에서 녹색으로 색상이 변해 수분을 검출할 수 있다. 습기를 머금어 색이 변한 실리카 젤은 가열로 건조해서 다시 사용할 수 있다.

## 위험성
일반적으로 실리카 젤은 무독성, 불연성의 안전한 물질로 널리 알려져 있다.
하지만, 공업용 실리카 젤에서 발생하는 규산 먼지는 눈과 피부와 호흡기에 염증을 일으키고 심각할 경우에는 규폐증을 일으킬 수 있으므로, 취급할 때 주의해야 한다.
실리카 젤 속의 습도를 나타내기 위해 들어있는 파란색 또는 붉은색으로 변하는 실리카 젤에 염색된 염화 코발트는 독성이 있으며, 발암물질로 널리 알려져 있다. 실리카 젤을 재사용하기 위해 가열할 때 염색되어 있던 염화 코발트가 기화하여 독성 염화코발트기체를 형성할 수 있다.